# Marinho Chagas
Francisco das Chagas Marinho, detto Marinho Chagas e conosciuto anche come Francisco Marinho (Natal, 8 febbraio 1952 – João Pessoa, 1º giugno 2014), è stato un calciatore brasiliano, di ruolo difensore.
Fu tra i giocatori più in vista nel Brasile degli anni settanta, grazie anche alle sue particolari attitudini extracalcistiche; era ad esempio solito affittare aerei per recarsi in Uruguay al fine di dedicarsi al gioco d'azzardo e avere relazioni con celebri artiste e donne di spettacolo.
Venne soprannominato Diablo Louro (diavolo biondo), per via del colore dei suoi capelli, e bruxa (strega).

## Biografia
Nato in una famiglia di cinque fratelli, già da bambino era noto per il suo carattere irriverente e sopra le righe; giocando a calcio, nonostante le sue attitudini all'attacco, veniva spesso relegato al ruolo di terzino, cosa che poi inciderà sul suo stile di gioco successivo. Ebbe il suo primo contratto con il Náutico grazie ad un fratello, che falsificò la firma del padre sul contratto; il genitore era infatti contrario al fatto che il figlio perseguisse un'attività dalle scarse garanzie di successo come il gioco del calcio.
Una volta terminata la carriera, ha lottato a lungo con l'alcolismo, vizio che prese a vent'anni e che lo accompagnò per molto tempo a seguire; a causa di questa dipendenza, ha anche avuto un arresto cardiaco. Nel 2009 gli venne diagnosticato di essere portatore del virus dell'epatite C, ed in seguito a ciò venne ricoverato in ospedale per seguire dei trattamenti specifici, dato che la situazione fu aggravata anche da una crisi di insufficienza respiratoria. È deceduto improvvisamente, a causa di una emorragia digestiva, all'alba del 1º giugno 2014, a João Pessoa, all'età di 62 anni.

## Caratteristiche tecniche
Marinho Chagas fu uno dei migliori giocatori del Botafogo degli anni settanta, nonché uno dei migliori interpreti del ruolo di terzino sinistro dell'epoca; il suo punto forte era la fase offensiva, come testimoniato anche dal numero di gol segnati.

## Carriera

### Club
Iniziò nel Riachuelo, rimanendovi per una stagione ed attirando l'attenzione dell'ABC di Natal, società di livello superiore della sua città natale. Il suo periodo in tale squadra fu caratterizzato da un ottimo livello, tanto che finì nel mirino di diverse grandi squadre del Brasile, ma riuscì a trasferirsi al Náutico solo grazie ad uno stratagemma ideato da un fratello, contravvenendo al volere paterno.
Passato al Botafogo grazie all'aiuto economico fornito dal cantante Agnaldo Timóteo, si rese protagonista di un cambiamento nell'impostazione tattica del club: dalla sua posizione di terzino avanzava sovrapponendosi al movimento delle ali, ponendo così le basi del ruolo di terzino fluidificante.
Nel 1977 lasciò la squadra per giocare nel Fluminense, per poi andare negli Stati Uniti, nella NASL con New York Cosmos e Fort Lauderdale Strikers, sommando diverse presenze anche nei playoff della lega americana. Tornò poi in Brasile al San Paolo, con cui vinse il campionato Paulista nel 1981, e ebbe anche una seconda esperienza negli USA con i Los Angeles Heat. Si è poi ritirato nel 1988 con i tedeschi dell'Harlekin di Augusta.

### Nazionale
Con la Nazionale brasiliana giocò 27 partite, partecipando al campionato del mondo 1974. Durante tale competizione si trovò a discutere, anche animatamente, con il portiere Émerson Leão, che giudicava troppo offensivo il suo modo di giocare come terzino; in particolar modo ciò fu fonte di disaccordo tra i due durante la partita contro la Polonia, in cui Marinho Chagas tralasciò la marcatura di Grzegorz Lato per frequenti avanzate in fase d'attacco. Giocò per l'ultima volta con la maglia della selezione nazionale nel 1977.

## Palmarès

### Club

#### Competizioni nazionali
- Campeonato Potiguar: 1

Náutico: 1971
- Campeonato Paulista: 1

San Paolo: 1981

### Nazionale
- Copa Rio Branco: 1

1976
- Copa Roca: 1

1976

### Individuale
- Bola de Prata: 3

1972, 1973, 1981